# Rešica
Rešica (em húngaro: Reste) é um município da Eslováquia, situado no distrito de Košice-okolie, na região de Košice. Tem 12,5 km² de área e sua população em 2018 foi estimada em 302 habitantes.

## Demografia
| Ano:        | 1994 | 2004   | 2014    | 2024 |
| ----------- | ---- | ------ | ------- | ---- |
| Broj ljudi: | 382  | 363    | 325     | 364  |
| Razlika:    |      | -4,97% | -10,46% | +12% |

| Ano:               | 2023 | 2024   |
| ------------------ | ---- | ------ |
| Número de pessoas: | 352  | 364    |
| Diferença:         |      | +3,40% |